# Lotniki (buty)

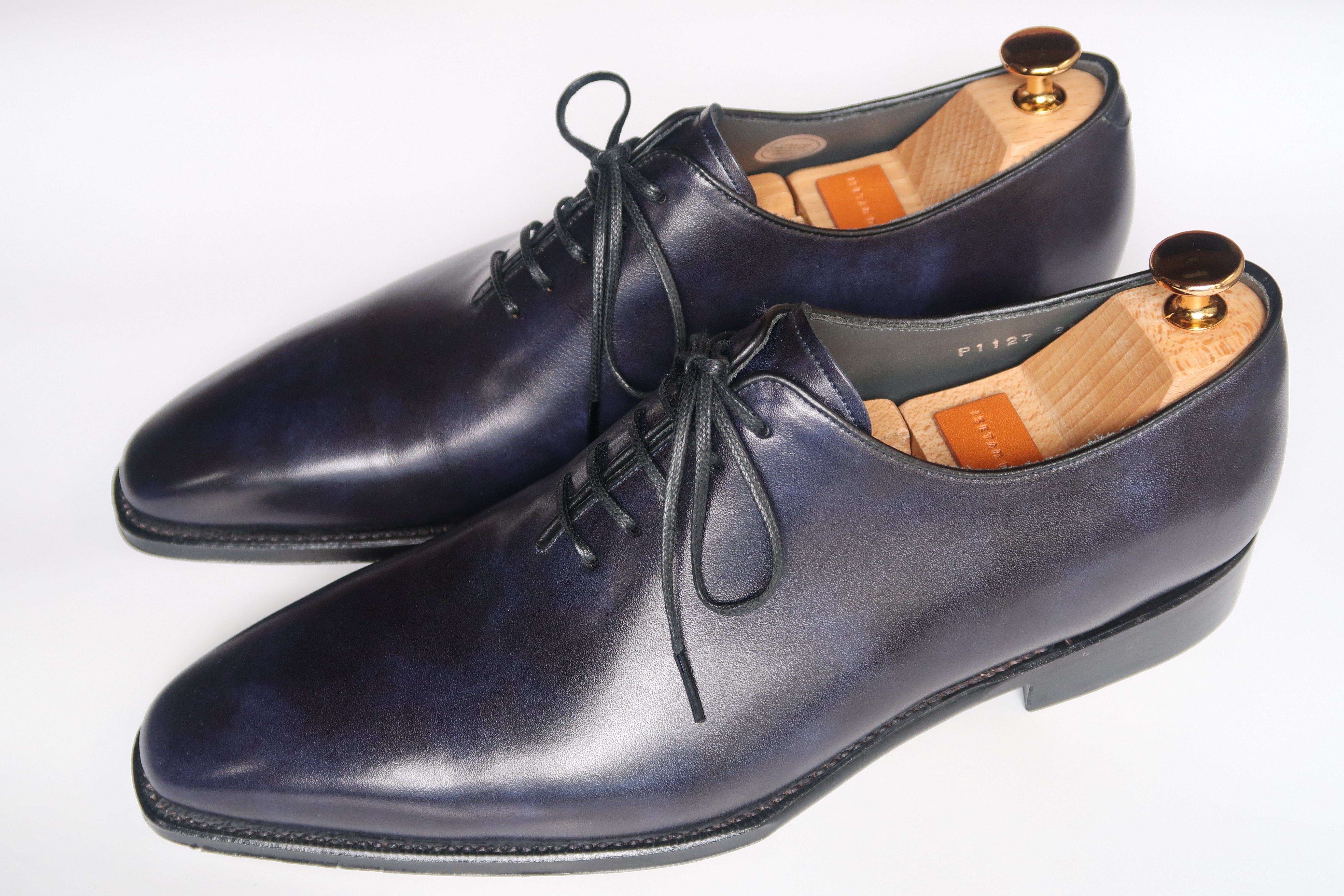
Para granatowych jednokrójek z prawidłami w środku

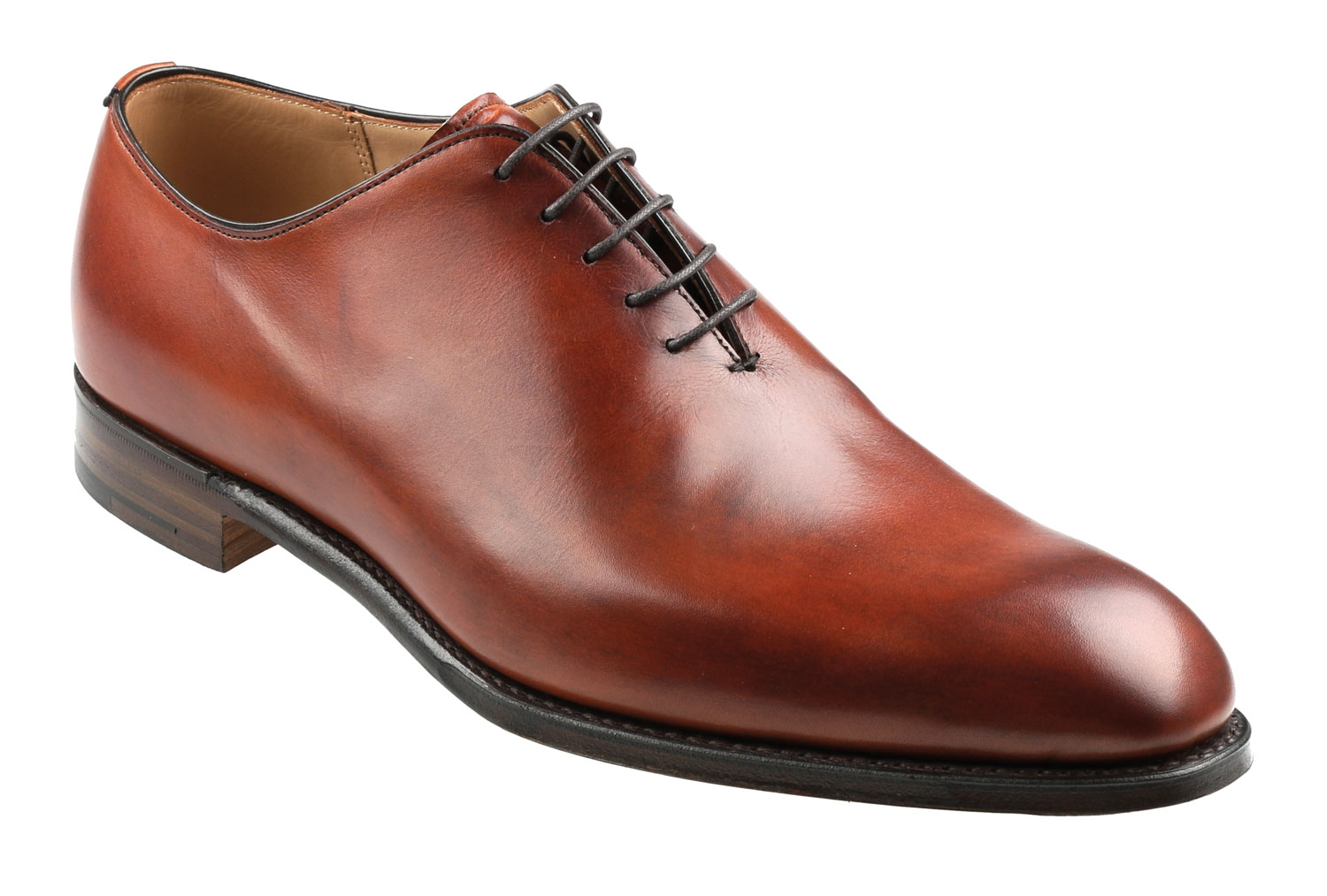
Na tym brązowym lotniku dobrze widoczny jest brak szwów

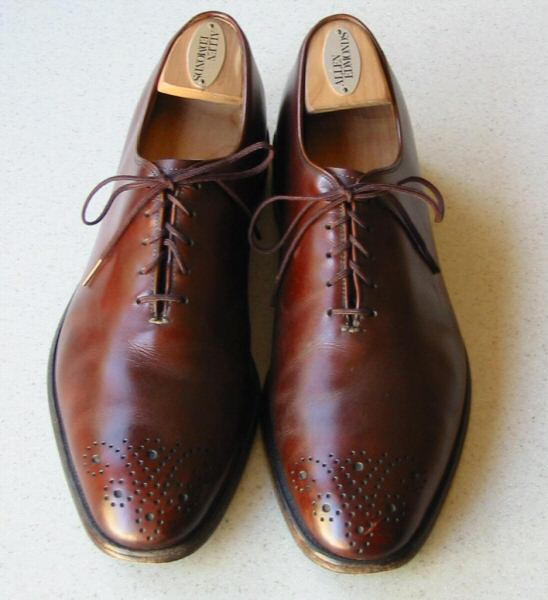
Ażurowane lotniki są dość rzadko spotykane

Lotniki, jednokrójki (ang. wholecut shoes) – rodzaj eleganckiego obuwia. Ich cholewka wykonana jest z tylko jednego kawałka skóry; nie ma podziału na kwatery i przyszwę. Buty te są trudne w wykonaniu, ponieważ brak szwów uniemożliwia ukrycie fałd i innych defektów skóry. Zazwyczaj posiadają pojedynczy szew na pięcie, jednak istnieją też lotniki bezszwowe, które są jeszcze trudniejsze w wykonaniu.
Lotniki są równie formalne, co wiedenki, chociaż niektórzy uważają je za nieco bardziej formalne.